# Jean-Louis Petit
Jean-Louis Petit (Paris, 1674 - 1750)  foi um médico e cirurgião francês.
Foi a figura mais relevante da cirurgia francesa da primeira metade do século XVIII, tendo inventado o torniquete hemostático e o primeiro presidente da Academia Francesa de Cirurgia. Foi um dos primeiros a efectuar a extracção do cristalino.

## Obras
- L'art de guérir les maladies des os (1705)